# Ataúlfo Argenta
Maza Ataúlfo Argenta (ur. 19 listopada 1913 w Castro Urdiales, zm. 21 stycznia 1958 w Los Molinos) – hiszpański dyrygent.

## Życiorys
Ukończył konserwatorium w Madrycie, zdobywając I nagrodę w grze na fortepianie. Następnie studiował w Belgii i Niemczech. W 1945 roku debiutował jako dyrygent z Orquesta Nacional de España, w 1947 roku został jej głównym dyrygentem. Od 1946 roku prowadził także założoną przez siebie Orquesta de Cámara de Madrid. Gościnnie występował w Europie i Ameryce Północnej, dokonał wielu nagrań płytowych. Zasłynął przede wszystkim jako wykonawca i propagator muzyki kompozytorów hiszpańskich, ponadto w jego repertuarze znajdowały się dzieła twórców francuskich i rosyjskich.
Poniósł śmierć w wyniku zatrucia tlenkiem węgla. Pośmiertnie otrzymał Krzyż Wielki Orderu Cywilnego Alfonsa X Mądrego.